# XPQ-21
XPQ-21 est un groupe allemand de musique électronique. Mené par Jeyênne, il est surtout connu pour ses tubes White And Alive, Rockin' Silver Knight et Dead Body.

## Histoire
XPQ-21 est formé en tant que duo en 1998, composé de Jeyênne et Nicque. Le nom « XPQ-21 » était à l'origine le titre d'une chanson, comme « une combinaison de lettres qui signifient beaucoup pour moi ... c'était le premier tube/club, et plus tard nous avons pensé : « Ok, faisons-en un nom de groupe ».
Ils sortent leur premier single, A Gothic Novel, en 1998 et leur album Destroy to Create en 1999. Après le départ de Nicque en 2003, Jeyênne est rejointe par plusieurs nouveaux membres, dont Annelie Bertilsson (Cat Rapes Dog, And One), Martin Hillebrand, Moritz Zielke et Andy Haywire.
XPQ-21 revient en 2022 avec le nouveau single Machines sur Monsters and Heroes, leur propre label. En avril 2022, Machines atteint la deuxième place dans les Deutsche Alternative Charts (DAC). Leur single suivant, Temptation, atteint la première place en janvier 2023. En 2024, XPQ-21 sort le dernier single de la trilogie, Where Minds Collide, avec Laura Friedland, une chanteuse de jazz aux racines judaïques et ukrainiennes, basée en Allemagne. L'album prévu pour 2023 est reporté à l'été 2024.

## Instruments
Jeyênne mêle des synthétiseurs analogiques (Korg Monopoly, Roland 909, 808, 101, Roland TB-303) avec des morceaux numériquex et du séquençage sur Apple Macintosh, travaillant généralement avec Logic Pro, maintenant Ableton Live. Il travaille également avec des logiciels de Native Instruments, Soundtoys, Fabfilter, Audiorealism, Intelligent Sounds and Music, Vital, u-he, Valhalla et D16.

## Activités connexes
Jeyênne dirige l'EMS - Electronic Music School à Cologne depuis 2010, et à Berlin depuis 2011. Le studio XPQ-21 est également situé dans le bâtiment de l'école à Berlin.

## Discographie

### Albums studio
- 1999 : Destroy to Create (CD, Fourbiddentones)
- 2000 : Belle Epoque (CD, Bloodline)
- 2002 : Chi (CD, Dying Culture)
- 2006 : Alive (CD, Trisol)
- 2006 : Rockin' Silver Night (9e place des classements allemands DAC)[2]
- 2006 : Dead Body (10e place des classements allemands DAC[2])

### Singles
- 1998 : A Gothic Novel (Science Fiction) / A Gothic Novel (Body Version) // Pornography (FuckU) / Pornography (Cy's Version) (12", Fourbiddentones ; CD, réédité par Bloodline en 2000)
- 2001 : Hey You (Edit) (4:00) / Hey You (Nicque's Version) (7:34) / Hey You (Belle Version) (6:14) / Ghost (7:08) / Another Playground (6:33) / Sequencial (6:57) (CD, Bloodline)
- 2002 : White and Alive (Club Version) (5:43) / White and Alive (Wollschläger Remix) (7:41) / White and Alive (S.P.O.C.K Remix) (6:54) / Israel (9:38) / White and Alive (Original Version) (5:12) (CD, Dying Culture) (4e place des classements allemands DAC[1])
- 2002 : Machines - Original (4.10) / Machines - Club Version (5:48) (2e place des classements allemands DAC[1])
- 2002 : Temptation - Original (4.53) (1re place des classements allemands DAC[1])
- 2002 : Where Minds Collide (feat. Laura Friedland) (4.53) (4e place des classements allemands DAC[1])